# Nils Johan Nordlander
Nils Johan Nordlander, född 14 oktober 1834  i Skellefteå, död 17 mars 1866 i Stockholm, var en svensk jurist.
Nils Johan Nordlander tillhörde släkten Nordlander från Bjärtrå. Han föddes 1834 i prästgården i Skellefteå som son till kyrkoherde Nils Nordlander och Anna Maria Gestrin. Han studade vid Uppsala universitet och avlade hovrättsexamen 21 maj 1855. Han blev auskultant i Svea hovrätt 14 juni samma år, extra ordinarie notarie 17 februari 1859, vice häradshövding 1863 och fiskal i Svea hovrätt 31 maj 1864.